# 1790
Cette page concerne l'année 1790  du calendrier grégorien. Pour l'année 1790 av. J.-C., voir 1790 av. J.-C.
L'année 1790 est une année commune qui commence un vendredi.

## Événements
- 23 janvier : les mutins du navire britannique le Bounty, accompagnés d’un groupe de tahitiens, atteignent l’île Pitcairn, alors inhabitée. Ils débarquent et brûlent leur embarcation[1]. Cette communauté ne sera découverte qu’en 1808, par des baleiniers américains. Un seul des marins britanniques était encore en vie. En 1856, du fait de la surpopulation, deux cents insulaires s’installeront à l’île Norfolk, et certains reviendront plus tard à Pitcairn. L’épave du Bounty sera découverte à l’extrémité sud de l’île, en 1957.

- Février : Matsudaira Sadanobu (1758-1829), principal acteur du gouvernement du Japon, ordonne que l’on envoie massivement les mendiants (à condition qu’ils soient innocents de tout crime) en exil sur l’île de Sado, dans la mer du Japon[2]. D’autres camps de séjours (yoseba) seront installés dans d’autres lieux. Les itinérants sont officiellement rassemblés dans ces camps de réhabilitation par le travail pour préparer leur retour dans la société. Il apparaît rapidement que l’exil à Sado revient de fait à une condamnation au bagne, puis à la mort.

- 1er mars, Inde : début de la troisième guerre du Mysore entre Britanniques, Marathes et le nizâm de Hyderâbâd contre le sultan de Mysore Tipû Sâhib, sous le prétexte d’une attaque de ce dernier le 29 décembre 1789 contre un allié hindou de la Compagnie anglaise des Indes orientales (fin en 1792)[3].
- 8 et 28 mars : la Constituante adopte un décret et une instruction qui écartent les colonies du droit métropolitain et crée des assemblées coloniales ouvertes aux propriétaires. Il confirme l'esclavage mais donne l'égalité de droit entre tous les citoyens libres. Le 28 mai les Blancs de Saint-Domingue, qui ont élu une assemblée excluant les libres de couleur, votent une Constitution[4].

- 9 avril : Mulay-el-Yazid succède à son père Sidi Mohammed ibn Abd-Allah comme sultan du Maroc[5] après une existence mouvementée. Ses abus le rendent impopulaire. Il est tué en 1792 en combattant son frère Mulay Hicham.

- 20 juin, Inde : victoire des forces marathes commandées par Benoît de Boigne sur les Rajputs de Jaipur à Patan puis sur ceux de Marwar à Merta le 20 septembre. Domination des Marathes sur les Rajputs et les Jats[6].

- 7 août : traité de New York entre les États-Unis et 24 chefs de la nation des Creeks[7].

- 19 - 22 octobre : les Iroquois conduit par le chef Michikinikwa sont victorieux à plusieurs reprises du général Harmar près de Kekionga, dans la région de l'actuel Fort Wayne, au sud du Michigan[8].
- 28 octobre, Saint-Domingue : soulèvement des Libres de couleur à Port-au-Prince organisé par Vincent Ogé, qui réclame l'exécution du décret du 8 mars ; battus, Ogé et ses partisans sont livrés par les Espagnols et exécutés le 26 février 1791[9].

- Novembre : éruption du Kīlauea à Hawaï[10]. 5 405 morts[11]

- Japon : interdiction de tout autre enseignement que celui du confucianisme (doctrine de Zhu Xi, 1130-1200)[12]. La censure est renforcée et il est interdit de publier quoi que ce soit sur les défauts de l’administration.
- À la mort de Ngolo Diarra, roi de Ségou, ses fils, associés au pouvoir de son vivant, s’affrontent pour recueillir sa succession. Finalement, son second fils, Monzon Diarra, devient roi (1790)[13]. Il multiplie les campagnes contre les Mossis, dans le royaume bambara du Kaarta (1796), le Bélédougou et le Fouladougou, et laisse le souvenir d’un grand organisateur. Après sa mort en 1808 commence le déclin de l’Empire de Ségou.
- Domoni sur l'île d'Anjouan est détruite par les pirates malgaches[14].

### Europe
- 11 janvier, Révolution brabançonne : proclamation de la république brabançonne (États belgiques unis). Henri van der Noot (1731-1827) devient le Premier ministre des États-Unis de Belgique[15] (fin en décembre).
- 15 janvier : division de la France en 83 départements[16].
- 18 janvier : avant de mourir, Joseph II abroge la plupart de ses réformes, à l’exception des patentes de 1781[17]. Réaction aristocratique en Hongrie, qui réclame la convocation de la Diète et s’oppose à la germanisation. Les nobles brûlent les cadastres. Les paysans se révoltent, soutenant l’empereur[18].

- 20 février : mort de Joseph II. Début du règne de son frère Léopold II, empereur des Romains, roi de Hongrie et de Bohême (fin en mars 1792). Il arrive de Florence le 6 mars[18].

- 15 mars, Révolution brabançonne : une adresse présentée aux états de Brabant par Vonck et ses principaux partisans entraine des luttes de faction entre révolutionnaires aristocrates (statistes) et bourgeois (vonckistes). Les statistes, qui disposent de l’appui populaire, provoquent les journées des 16 et 18 mars, qui ballaient les vonckistes, accusés d’anarchie, les forçant à l’émigration[19].
- 29 mars : 
  - reddition d’Anvers[20].
  - pacte d’assistance entre la Prusse et la Pologne[21].
- Printemps : les Souliotes battent un corps expéditionnaire envoyé par Ali Pacha[22]. Début de la révolte de l’Épire contre les Turcs (fin en 1803).

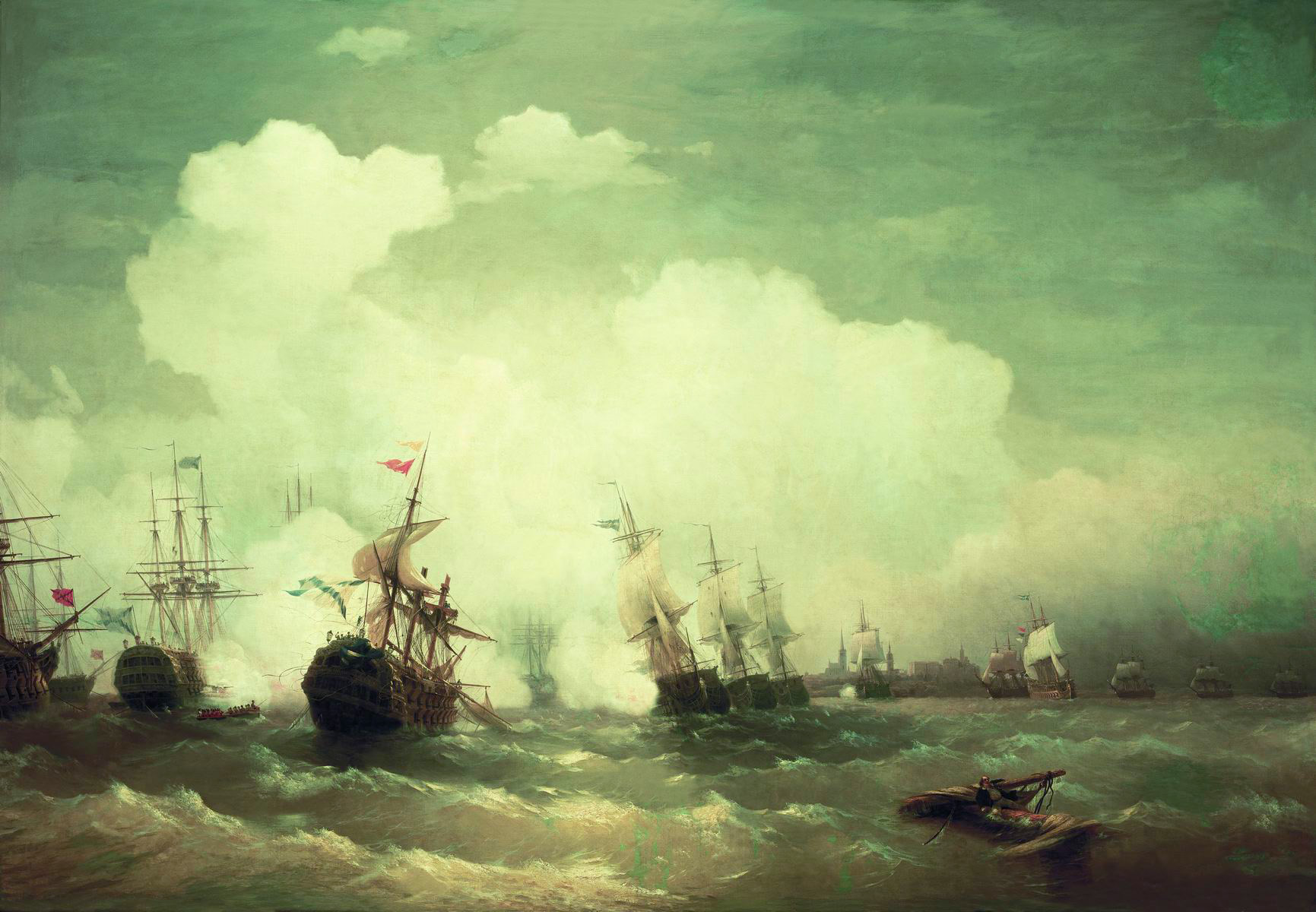
13 mai : bataille de Reval.

- 13 mai : victoire navale russe sur la Suède à la bataille de Reval (aujourd'hui Tallinn)[23].
- 22 mai, France : décret de Déclaration de paix au monde[24].

- 16 juin - 28 juillet : élections générales au Royaume-Uni[25].
- Juin - Juillet : projets de constitution de la noblesse hongroise, qui traite avec la Prusse[18].

- 2 juillet : Ferdinand de Habsbourg-Lorraine devient grand duc de Toscane (fin en 1801, puis 1814-1824)[26].
- 3 juillet : victoire navale de Gustave III de Suède sur les Russes à la baie de Vyborg (Russie)[23].

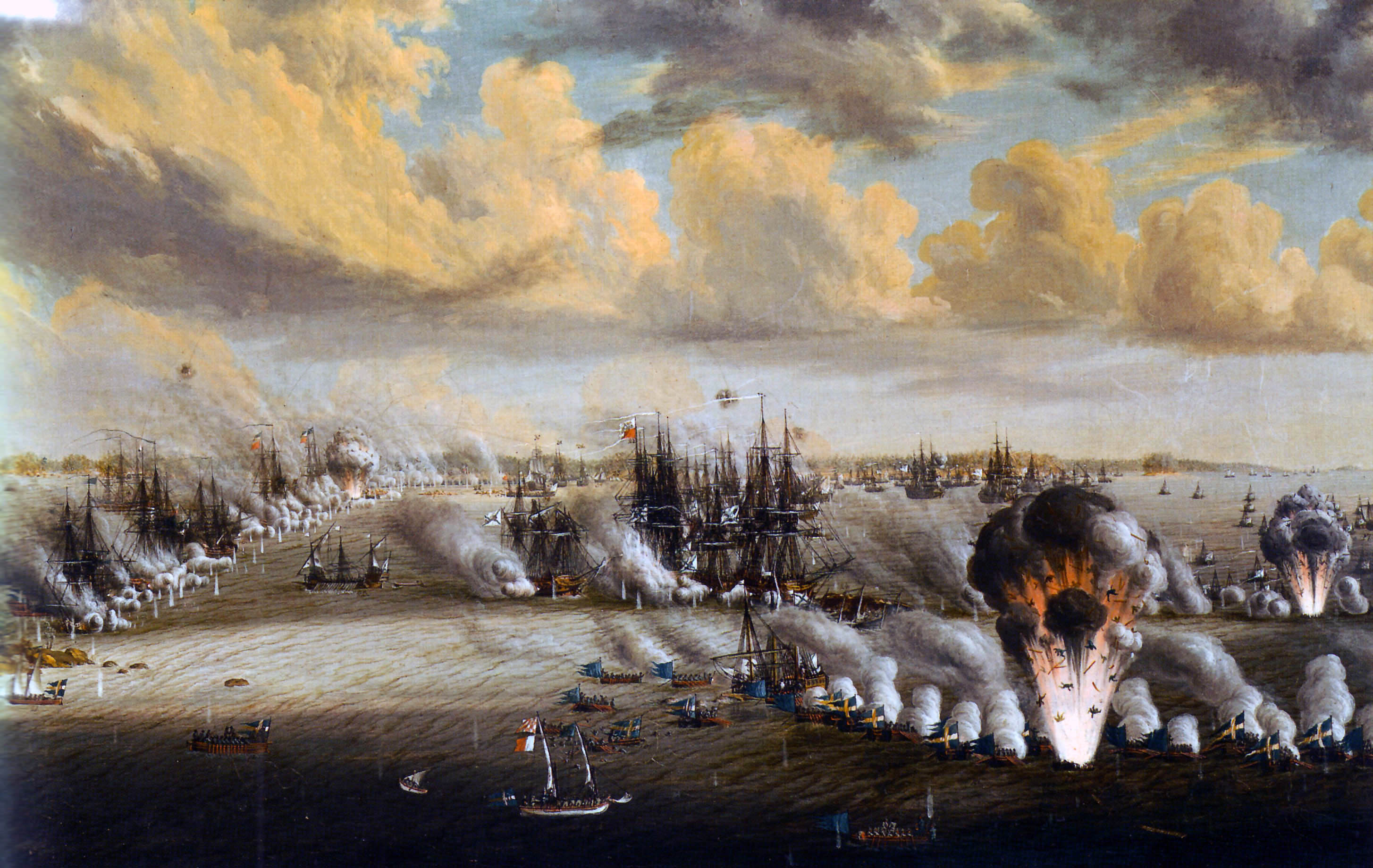
9 juillet : victoire suédoise sur les russes à Svensksund

- 9 - 10 juillet : victoire navale suédoise sur les Russes à la bataille de Svensksund. Un tiers de la flotte russe est détruite[23].
- 12 juillet, France : vote de la constitution civile du clergé[27].
- 14 juillet : fête de la Fédération à Paris et en province[28].
- 27 juillet : Traité de Reichenbach entre Léopold II et Frédéric-Guillaume II de Prusse ; la Prusse cesse de soutenir les rebelles hongrois et les séparatistes belges[18].

- 14 août : paix blanche de Värälä entre la Suède et la Russie[29]. Fin de la guerre russo-suédoise de 1788-1790.

- 1er septembre : rétablissement de la censure par décret impérial[18].

- 22 octobre, Grande-Bretagne : acquittement du lieutenant William Bligh, accusé de la perte du Bounty, vaisseau de guerre de Sa Majesté[30].

- 1er novembre : publication des Réflexions sur la Révolution de France d’Edmund Burke[31]. La Révolution française de 1789-1790 est d’abord bien accueillie en Grande-Bretagne, dans la mesure où elle laisse présager un affaiblissement de la France en Europe. Edmund Burke est minoritaire quand il s’en prend à la façon dont les Constituants font table rase de l’Ancien Régime et à l’aspect inutilement abstrait de leurs « Droits de l'homme ». En revanche, les radicaux s’enthousiasment. Thomas Paine répond à Burke par les Droits de l’Homme, en faveur de la république et du suffrage universel (1792). Des sociétés radicales essaiment dans tout le pays (Société des Amis du peuple, Société de correspondance londonienne, et rencontrent une large audience dans les milieux populaires.
- 22 novembre : retour des troupes autrichiennes dans les Pays-Bas autrichiens[32].

- 2 décembre : entrée des troupes autrichiennes à Bruxelles[32].
- 10 décembre : convention de La Haye mettant fin au troubles en Belgique[32].
- 22 décembre ( 11 décembre du calendrier julien) : Alexandre Souvorov s'empare de la forteresse turque réputée imprenable d'Izmaïl sur le Danube[33]. Un massacre d'une partie de la population s'ensuit. Grigori Potemkine occupe la Bessarabie.

- Interdiction des coalitions ouvrières en Grande-Bretagne[34].

## Naissances
- 14 janvier : Feliks Paweł Jarocki, zoologiste polonais († 25 mars 1865).

- 1er février : Franz Joseph Antony, compositeur allemand de musique sacrée († 7 janvier 1837).
- 3 février : Gideon Mantell, obstétricien, géologue et paléontologue britannique († 10 novembre 1852).
- 13 février : Pierre Duval Le Camus, peintre français († 29 juillet 1854).
- 14 février : Louise-Joséphine Sarazin de Belmont, peintre paysagiste française († 9 décembre 1870).
- 22 février : Jean-Baptiste Biscarra, peintre italien († 13 avril 1851).

- 13 mars : Elisa de Lamartine, peintre et sculptrice française († 24 mai 1863).
- 29 mars : John Tyler, 10e président des États-Unis († 18 janvier 1862).

- 1er avril : Louis-Charles-Auguste Couder, peintre français († 21 juillet 1873).
- 6 avril : Félix Cazot, compositeur et pédagogue français († 24 décembre 1857).
- 21 avril : Anton Sminck Pitloo, peintre italien d'origine néerlandaise († 22 juillet 1837).

- 22 mai : Bianca Milesi, femme patriote, écrivain et peintre italienne  († 8 juin 1849).
- 23 mai :
  - Jules Dumont d'Urville, navigateur et explorateur français († 8 mai 1842).
  - James Pradier (Jean-Jacques Pradier), sculpteur et peintre français d'origine suisse († 4 juin 1852).
- 26 mai : Albert Goblet d'Alviella, homme politique et militaire belge († 5 mai 1873).
- 31 mai : Raymond Quinsac Monvoisin, peintre français († 26 mars 1870).

- 9 juin : Amable Louis Claude Pagnest, peintre français († 25 mai 1819).
- 10 juin : Louis Joseph Daussoigne-Méhul, compositeur et professeur de musique français († 10 mars 1875).

- 1er juillet : Joseph Anderson, officier et homme politique britannique († 18 juillet 1877).
- 6 juillet : Giuseppe Tominz, peintre italien  († 24 avril 1866).
- 11 juillet : Amédée de Beauplan, auteur dramatique, compositeur et peintre français († 24 décembre 1853).

- 21 août : Nicolas Sébastien Frosté, peintre français († 1856).
- 30 août : William Wentworth, poète, explorateur, journaliste et homme politique britannique († 20 mars 1872).

- 3 septembre : Louis-Claude Malbranche : lithographe et peintre français († 4 novembre 1838).
- 15 septembre : Filippo Marsigli, peintre d'histoire italien († 1863).
- 17 septembre : Leopold von Gerlach, homme politique prussien († 10 janvier 1861).

- 14 octobre : Georg Gerson, banquier et compositeur danois († 16 février 1825).
- 17 octobre : August Ferdinand Anacker, compositeur allemand († 21 août 1854).
- 21 octobre : Alphonse de Lamartine, poète français († 28 février 1869).
- 26 octobre : Louis-Édouard Rioult, peintre français († 9 mars 1855).
- 29 octobre : Israel Soares de Paiva, homme politique brésilien († 11 février 1859).

- 2 novembre : Georg Ludwig von Maurer, homme politique bavarois († 9 mai 1872).
- 15 novembre : Constantin d'Hane-Steenhuyse, homme politique belge († 18 septembre 1850).
- 25 novembre : Giovan Battista Borghesi, peintre italien († 25 novembre 1846).
- 29 novembre : Jean-Pierre Willmar, homme politique belge († 28 janvier 1858).

- 16 décembre : Léopold Ier de Saxe-Cobourg-Gotha, premier roi des Belges († 10 décembre 1865).
- 20 décembre : Jean Joseph Vaudechamp, peintre français († 4 août 1864).
- 23 décembre : Jean-François Champollion, égyptologue français († 4 mars 1832).

- Date précise inconnue :
  - Zervas Diamantis, chef et homme politique macédonien († 19 janvier 1856).
  - Isaac Nathan, compositeur, musicologue et journaliste britannique († 15 janvier 1864).
  - Elise Wysard-Füchslin, graveuse suisse († 30 août 1863).

## Décès
- 20 février : l'empereur Joseph II (° 13 mars 1741).

- 17 avril : Benjamin Franklin, imprimeur, éditeur, écrivain, naturaliste, inventeur et homme politique américain (° 17 janvier 1706).

- 29 avril : Charles-Nicolas Cochin le Jeune, dessinateur et graveur français (° 22 février 1715).

- 21 mai : Thomas Warton, poète anglais (° 9 janvier 1728).

- 17 juillet : Adam Smith, philosophe et économiste écossais des Lumières (° 5 juin 1723).

- 11 octobre : Marmaduke Tunstall, ornithologue et collectionneur britannique (° 1743).

- 17 novembre : Jean-Baptiste Vallière, compositeur français (° 11 avril 1715).
- 29 novembre : Jean-Joseph Kapeller, peintre, géomètre et architecte français  (° 24 juillet 1706).

- Date inconnue :
  - Juan de la Cruz Cano y Olmedilla, cartographe, illustrateur et graveur espagnol (° 14 mai 1734).
  - Giovanni David, graveur et peintre italien (° 1743).
  - Niccolò Lapiccola, peintre baroque italien de l'école romaine (° 1720).
  - Gaetano Mercurio, peintre italien (° 1730).

- Vers 1790 :
  - Gabriele Leone, mandoliniste virtuose et compositeur italien d’œuvres  pour mandoline ou pour violon (° vers 1735).
  - Antonio Orgiazzi, peintre baroque rococo italien (° 1725).